# General Atomics
General Atomics est une entreprise de défense et de physique nucléaire basée à San Diego, en Californie.
La filiale General Atomics Aeronautical Systems est notamment connue pour ses drones dont le MQ-1 Predator et le MQ-9 Reaper. L'entreprise mère l'est, elle, pour le réacteur nucléaire TRIGA.

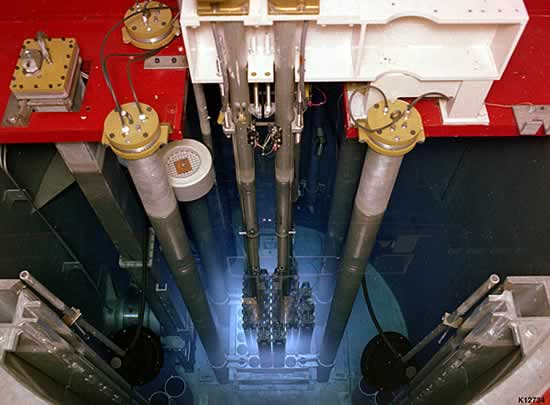
Cœur du réacteur nucléaire TRIGA.
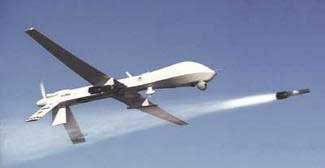
MQ-1 Predator tirant un missile AGM-114 Hellfire.
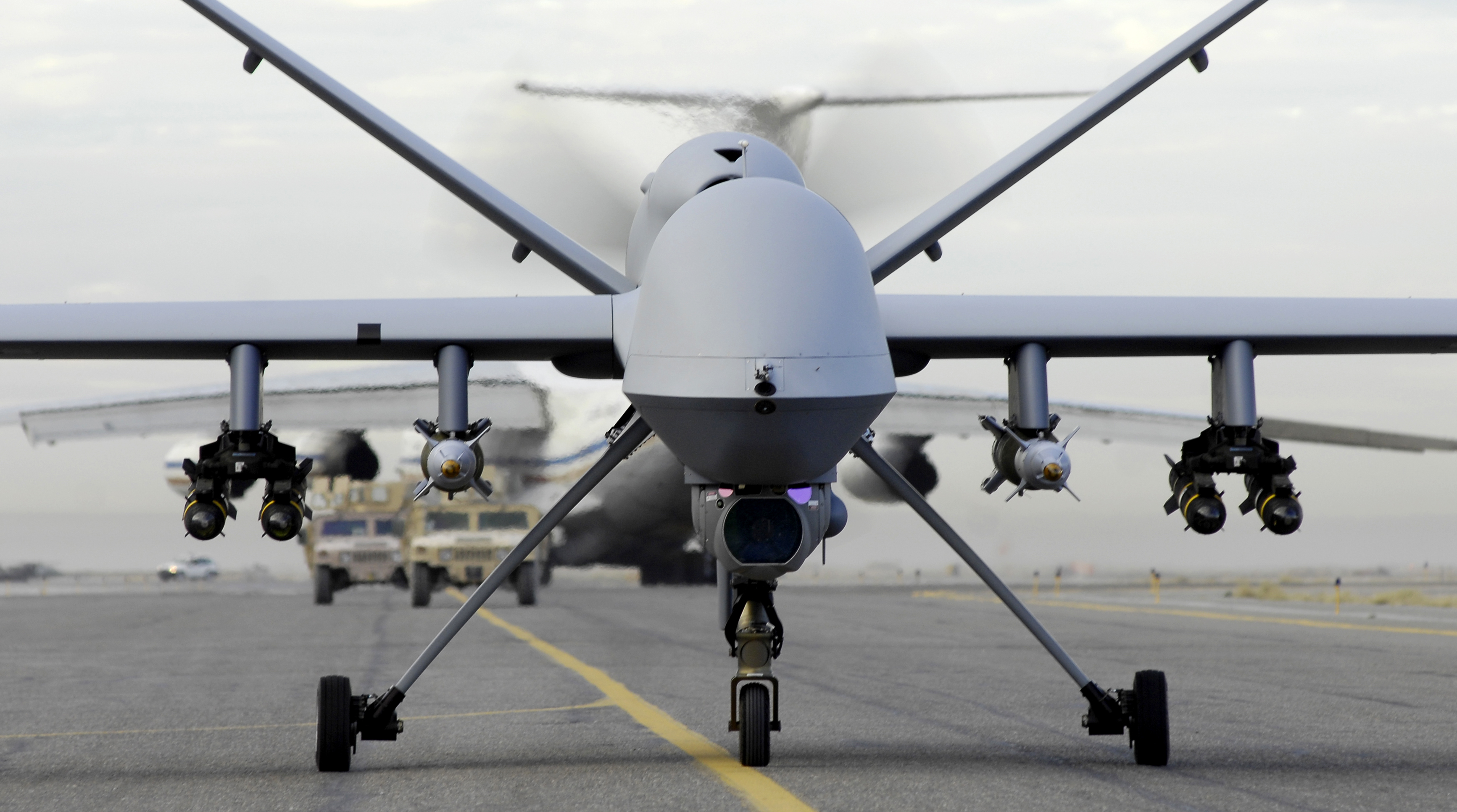
MQ-9 Reaper au roulage.